# Hydrocotyle venezuelensis
Hydrocotyle venezuelensis là một loài thực vật có hoa trong Họ Cuồng. Loài này được Rose ex Mathias mô tả khoa học đầu tiên năm 1936.